# Truppenküche
Eine Truppenküche (TrKü) ist eine stationäre Einrichtung zur Verpflegung der Truppenteile in der Garnison.

## Geschichte
Mit der Entwicklung größerer Heere wurde es notwendig, für die Versorgung des Militärs entsprechende Einrichtungen wie die Truppenküchen und Kantinen zu betreiben. In den Garnisonen wurde die soldatische Ernährung und die Fourage für Kriegstiere zentral besorgt. Organisatorisch wurden Quartiermeister, Verpflegungstruppen oder Verpflegungsämter der Bundeswehr mit diesen Aufgaben betraut. Für das Kriegsgeschehen im Felde wurde der Umfang und  die Mobilität der Versorgung an die Bedürfnisse und Beweglichkeit der jeweiligen Kriegsschauplätze ausgerichtet und mit Hilfe von Feldküchen und Feldbäckereien praktiziert.

## Bundeswehr
Truppenküchen der Bundeswehr dienen der Vor- und Zubereitung, der Ausgabe sowie dem Verzehr von Truppenverpflegung in Kasernen oder anderen Einrichtungen. Die etwa 3000 Mitarbeiter in den 244 Truppenküchen gaben im Jahr 2018 über 20 Millionen Mahlzeiten aus. Betreiber der Truppenküchen ist das Verpflegungsamt der Bundeswehr.
In erster Linie Soldaten, aber auch anderen Angehörigen der Bundeswehr (Beamte, Arbeitnehmer und Richter), werden durch die Truppenküchen grundsätzlich Frühstück, Mittag- und Abendessen bereitgestellt.
Das Mittagessen umfasst drei Gänge. Es stehen zwei Vorspeisen und vier Hauptgerichte zur Auswahl, davon ein Tagesgericht, ein Gericht ohne Schweinefleisch, ein für die Geländeverpflegung geeignetes und ein vegetarisches Gericht. Regionale Essgewohnheiten finden Beachtung. Die Kombination mit Beilagen und Gemüse ist beliebig. Hinzu kommt ein Dessert, diverse Getränke inklusive Kaffee und Salat. Die bereitgestellten Mahlzeiten richten sich auch nach dem Bedarf an Nahrungsenergie der zu verpflegenden Dienststellen; von 2200 kcal pro Tag für Bundeswehrbehörden bis zu 3600 kcal pro Tag für Truppenteile der Kampftruppe. Mitunter werden die in der Truppenküchen zubereiteten Mahlzeiten für die Verpflegung der Offiziere in ein Offizierkasino verbracht.
Soldaten bezahlen ein Verpflegungsgeld, das dem Sachbezugswert nach § 2 Sozialversicherungsentgeltverordnung entspricht. Im Jahr 2024 beträgt dieser für das Frühstück 2,17 Euro, für Mittag- und Abendessen jeweils 4,13 Euro.[veraltet] Diese Beträge sind nicht kostendeckend, sodass die Verpflegung durch den Bund bezuschusst wird. Externe Gäste zahlen ein höheres Entgelt, welches im Jahr 2023 für das Frühstück 2,95 Euro, für Mittagessen 6,00 Euro und Abendessen 5,05 Euro betrug. Ist die Verpflichtung zur Teilnahme an der Gemeinschaftsverpflegung angeordnet, etwa bei Übungen, wird Gemeinschaftsverpflegung unentgeltlich bereitgestellt.
Mehrere Truppenküchen werden von einem IHK-geprüften Küchenmeister als Regionalmanager geleitet. Das Personal ist grundsätzlich zivil. Für die Feldköche der Verpflegungstruppenteile gibt es zweimal im Jahr Übungen in den Truppenküchen. Die Menüpläne der Truppenküchen sind grundsätzlich bundesweit einheitlich.